# Eunotomastus grubei
Eunotomastus grubei är en ringmaskart som beskrevs av McIntosh 1885. Eunotomastus grubei ingår i släktet Eunotomastus och familjen Capitellidae. Inga underarter finns listade i Catalogue of Life.